# B.I.G
B.I.G（ビーアイジー）は、1990年代に日本で活動していたマルチ・パフォーマンスグループ。グループ名の由来は、「貧乏いやならガンバロー! (BINBOU・IYANARA・GANBAROU)」。フジテレビのオーディション番組『ゴールド・ラッシュ!』をきっかけに、1991年に芸能界デビュー。お笑い、歌、ダンス、番組司会など、幅広い活動をしていた。メンバーは、ゲン、シゲ、キョウ、ヨシ、ノブの5人。解散後にゲンは、もりたげんの名で、2000年代まで単体で芸能活動していた。

## CDシングル
- ジャングルナイト （1993年6月23日、TEDN-246[1]）[2]
  - ファーストステップ
- 誰かが君を… （1993年11月21日、TEDN-256[3]）[4]
  - MONEY GAME
- Keep On Dreaming （1994年12月7日、ALDA-2006[5]）[6]
  - ジェラシーを止めてくれ
- 嫌だっ! （1995年4月26日、ALDA-2011[7]）[8]
  - 忘れた

## テレビ出演
- カフェシティヨコハマ （テレビ神奈川、司会）
- OH!エルくらぶ （テレビ朝日）
- どうーなってるの?! （フジテレビ）
- 笑っていいとも! （フジテレビ、金曜レギュラー、1994.10 - 1995.09）
- おまかせ!山田商会 （テレビ東京）

ほか